# Vernonburg
Vernonburg – miasto w Stanach Zjednoczonych, w stanie Georgia, w hrabstwie Chatham.